# 살파랑
《살파랑》(殺破狼, SPL)은 홍콩에서 제작된 엽위신 감독의 2005년 액션 영화이다. 홍금보 등이 주연으로 출연하였고 장승양 등이 제작에 참여하였다.

## 출연

### 주연
- 홍금보
- 임달화
- 견자단
- 오경

### 조연
- 요계지
- 하소성
- 지요
- 혜천사
- 홍천명

## 기타
- 출품인: Ba숙
- 출품인: 황백고
- 제작부장: 팽옥림
- 제작부장: 증자건
- 제작부장: 진요화
- 조명: 주영륜
- 조명: 오문증
- 기록: 맥치안
- 조감독: 장량첨
- 조감독: 허금문
- 녹음: 증경상
- 녹음: 양종위
- 음향: 이요강
- 음향: 증경상
- 미술: 맥국강
- 소품: 임위명
- 소품: 진공
- 소품: 황유중
- 특수효과: 허안
- 특수효과: 천변아
- 분장: 진수한
- 헤어: 풍조의
- 의상: 여가안
- 의상: 증백전
- 의상: 당평
- 무술감독: 견자단
- 무술조감독: 타니가키 켄지
- 무술조감독: 엄화
- 무술조감독: 황위량
- 무술조감독: 최위
- 무술조감독: 소동
- 무술조감독: 암본순야